# Nuevo (Kalifornija)
Nuevo je naseljeno područje za statističke svrhe u američkoj saveznoj državi Kalifornija. Prema popisu stanovništva iz 2010. u njemu je živjelo 6.447 stanovnika.